# Taavonsaari
Taavonsaari är en ö i Finland. Den ligger i sjön Jerisjärvi och i kommunen Muonio i den ekonomiska regionen  Fjäll-Lappland  och landskapet Lappland, i den norra delen av landet, 900 km norr om huvudstaden Helsingfors. Öns area är 0,9 hektar och dess största längd är 150 meter i sydväst-nordöstlig riktning.